# Chasmantheroideae
Chasmantheroideae, potporodica biljaka, dio porodice Menispermaceae. Sastoji se od dva tribusa, a tipični rod je Chasmanthera s tri vrste iz tropske Afrike i Madagaskara.
Potporodica je opisana u Handbuch der systematischen Botanik 2: 574. 1880.

## Tribusi
1. Burasaieae Endl.
2. Coscinieae Hook.f. & Thomson